# التاريخ اللغوي للهند

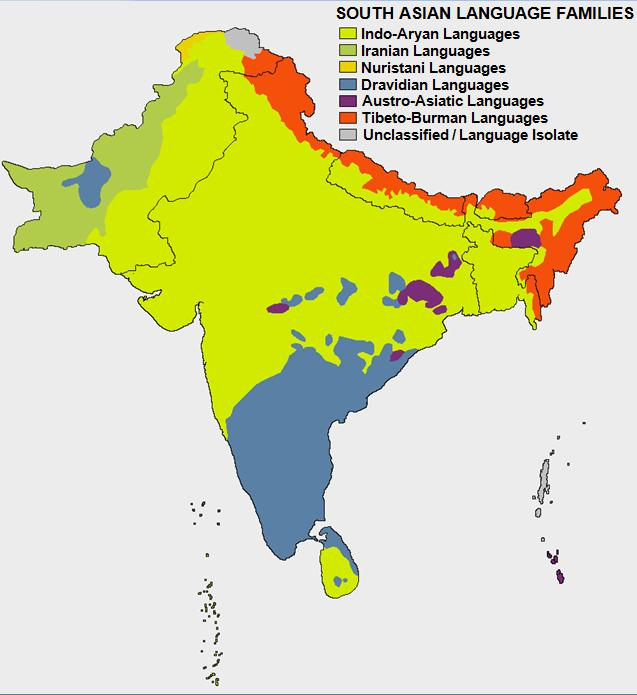
العائلات اللغوية في شبه القارة الهندية

لغات الهند تنقسم إلى عائلات لغوية مختلفة، وبينها اللغات الهندية الآرية واللغات الدرافيدية التي تعد الأكثر انتشارًا. وتوجد أيضًا العديد من اللغات التي تنتمي إلى عائلات لغوية غير مرتبطة مثل اللغات الأسترو آسيوية والصينية التبتية، وتتحدث بها مجموعات أصغر. تبدأ السجلات اللغوية بظهور الخط البراهمي نحو القرن الثالث قبل الميلاد (قبل الحقبة العامة).

## اللغات الهندية الآرية

### اللغة الهندية الآرية البدائية
الهندية الآرية البدائية هي لغة بدائية يُفترض أنها كانت السلف المباشر لجميع اللغات الهندية الآرية. لها بعض أوجه الشبه مع اللغة الهندية الإيرانية البدائية، ولكنها استخدمت الأصوات اللغوية السنسكريتية وعلم التصريف السنسكريتي بشكل رئيسي.

### الهندية الآرية القديمة

#### الفيدية السنسكريتية
الفيدية السنسكريتية هي لغة الفيدا، وهي مجموعة كبيرة من التراتيل والتعاويذ والمناقشات الدينية الفلسفية التي تشكل أقدم النصوص الدينية في الهند وأساس الكثير من الديانة الهندوسية. يعتبر اللغويون الحديثون أن تراتيل ريجفدا الموزونة هي الأقدم. وقد حُفظت تراتيل الريجفدا من خلال النقل الشفوي وحده على مدى عدة قرون قبل إدخال الكتابة، وكانت أقدم لغة آرية تسبق وجود الخط البراهمي بما يصل إلى ألف عام.
تتميز نهاية الفترة الفيدية بتأليف الأبانيشاد، والتي تشكل الجزء الختامي من مجموعة الفيدات في التجميعات التقليدية، والتي يرجع تاريخها إلى نحو 500 قبل الميلاد. في هذا الوقت تقريبًا، بدأت اللغة السنسكريتية بالانتقال من لغة أولى إلى لغة ثانية للدين والتعلم، ما يمثل بداية الهند الكلاسيكية.

#### الكلاسيكية السنسكريتية
أقدم قواعد للغة السنسكريتية موجودة بالآرية هي الأستاديه (قواعد الفصول الثمانية) التي كتبها بانيني التي يرجع تاريخها إلى نحو القرن الخامس قبل الميلاد. وهي أساسًا قواعد إلزامية، أي سلطة تحدد (بدلًا من الوصف) اللغة السنسكريتية الصحيحة، على الرغم من أنها تحتوي على أجزاء وصفية، في الغالب لتفسير النماذج الفيدية التي انتهى استخدامها بالفعل في زمن بانيني.
كانت معرفة اللغة السنسكريتية علامة على الطبقة الاجتماعية والتحصيل العلمي.
تعد السنسكريتية الفيدية والسنسكريتية الكلاسيكية أو (البانينية) مختلفة عن بعضها، على الرغم من تشابهها على نطاق واسع، فهي تختلف في عدد من نقاط النطقيات والمفردات والقواعد.

### الهندية الآرية الوسطى

#### لغات البراكريت المحلية
براكريت (بالسنسكريتية: prākṛta प्राकृतK، وهو اسم المفعول من प्राकृ، ويعني «الأصلي، الطبيعي، البسيط، العادي، المعتاد» أي اللغة المحلية، على عكس لغة سامسكرتا (السنسكريتية) «اللغة المصوغة بشكل ممتاز»، لكن كلتاهما تشيران إلى فاك «اللغة المنطوقة»). وتعد البراكريت عائلة واسعة من اللغات واللهجات الهندية المستخدمة في الهند القديمة. يشمل بعض العلماء المعاصرين جميع اللغات الهندية الآرية الوسطى تحت عنوان «البراكريت»، بينما يؤكد آخرون على التطور المستقل لهذه اللغات، وغالبًا ما تفصل عن تاريخ السنسكريتية من خلال التقسيمات الواسعة للطبقة والدين والجغرافيا.
أصبحت لغات البراكريت لغات أدبية، يرعاها الملوك الذين ينتمون إلى طبقة الكشاتريا. أقدم النقوش بلغة براكريت تعود إلى الإمبراطور أشوكا، من الإمبراطورية الماورية، وترتبط لغات براكريت المتنوعة بسلالات حاكمة مختلفة، وبأديان مختلفة، وتقاليد أدبية مختلفة.
في الدراما السنسكريتية، يتحدث الملوك بلغة براكريت عند مخاطبة النساء أو الخدم، على عكس اللغة السنسكريتية المستخدمة في تلاوة المونولوجات الشعرية الأكثر رسمية.
تمثل كل من لغات البراكريت الدرامية الثلاث – السوراسيني والمجادي والمهاراشتري كما براكريت الجاينية - تقليدًا متميزًا للأدب في تاريخ الهند. ذكرت لغات البراكريت الأخرى في المصادر التاريخية، ولكن ليس لها كتابات موثقة (مثل لغة بايشاتشي).

#### لغة بالي
بالي هي اللغة الهندية الآرية الوسطى التي تُحفظ بها النصوص والسجلات البوذية في التيرافادا. يعتقد تقليد تيرافادا أن لغة بالي هي نفس لغة مجادي، لكن العلماء المعاصرين يعتقدون أن هذا غير محتمل. تظهر لغة بالي علامات على تطورها من العديد من لغات البراكريت الأساسية وكذلك من بعض اللغة السنسكريتية.
أصبحت لغة البراكريت في المنطقة الشمالية الغربية من الهند والمعروفة باسم غاندارا تسمى الغاندارية. وكتبت بعض الوثائق بخط الكاروسثي بما في ذلك نسخة من الدامابادا.

#### أبابرامسا / أباسابدا
تحولت لغات البراكريت (من بينها لغة بالي) تدريجيًا إلى لغات أبابرامسا (अपभ्रंश) والتي استُخدمت حتى نحو القرن الثالث عشر الميلادي. يشير مصطلح أبابرامسا، الذي يعني (السقوط)، إلى لهجات شمال الهند قبل ظهور اللغات الهندية الشمالية الحديثة، ويدل على لغة فاسدة أو غير معيارية. وقد عُثر على قدر كبير من أدب مكتوب بلغات أبابرامسا في المكتبات الجاينية. بينما كان الشاعران أمير خسرو وكابير يكتبان بلغة مشابهة تمامًا للغة الهندية-الأردية الحديثة، واستمر العديد من الشعراء في الكتابة بلغة أبابرامسا، خاصة في المناطق التي كانت ما تزال تحكم من قبل الملوك الهندوس. ويتضمن من كتبوا بلغة أبابرامسا ساراهباد من كاماروبا، وديفاسينا من دار (القرن التاسع الميلادي)، وبوشبادانتا من مانيكيت (القرن التاسع الميلادي)، ودانابال وموني رامسيما وهيماشاندرا من باتان، ورايو من غاليور (القرن الخامس عشر الميلادي). وهناك مثال عن الاستخدام المبكر للغة أبابرامسا في مسرحية فيكرامورفاسيام للشاعر كاليداسا، حين سأل الملك بورورافا الحيوانات في الغابة عن حبيبته التي اختفت.

### الهندية الآرية الحديثة

#### الهندوستانية
الهندوستانية هي الآن اللغة الأكثر استخدامًا في شبه القارة الهندية ورابع أكثر اللغات استخدامًا في العالم. يدور تطور الهندوستانية حول اللهجات الهندية المختلفة التي نشأت أساسًا من السوراسيني والأبابرامسا، يعتبر نص شرافاكاشار الجايني المكتوب عام 933 بعد الميلاد أول كتاب كتب بها. تعتمد اللغة الهندية الحديثة على لهجة كاري بولي المرموقة التي بدأت تأخذ الكلمات الفارسية والعربية أيضًا مع إنشاء سلطنة دلهي؛ ومع ذلك، كان التأثير العربي الفارسي عميقًا بشكل رئيسي على الأردية وبدرجة أقل على الهندية، كما بدأت كاري بولي بالانتشار عبر شمال الهند بشكل عام كان يُعرف سابقًا باسم الهندستانية. كتب أمير خسرو قصائد بالكاري بولي وبراج بهاشا، وأشار إلى تلك اللغة باسم هندافي. خلال عصر بهاكتي، جرى تأليف العديد من القصائد بلهجات الكاري بولي والبراج هاشا والعوضية. أحد هذه الكتب الكلاسيكية هو رامشاريتماناس، الذي كتبه تولسيداس باللهجة العوضية. وكتب جتمال كتابًا بالكاري بولي باسم «غورا بادال كي كاتا» في عام 1623.
شهد تأسيس الحكم البريطاني في شبه القارة الهندية انقسامًا واضحًا بين السجلات الهندية والأردية. شهدت هذه الفترة أيضًا ظهور الأدب الهندي الحديث بدءًا بالكاتب بهارتاندو هاريشكاندرا. وتُظهر هذه الفترة أيضًا المزيد من الطابع السنسكريتي للغة الهندية في الأدب. وتعد اللغة الهندية الآن اللغة الرسمية في تسع ولايات في الهند - أتر برديش وبهار وراجستان وجهارخاند ومدهيا برديش وتشاتيسغار وأوتاراخند وهاريانا وهيماجل برديش - وإقليم العاصمة الوطنية دلهي. أصبحت اللغة الهندية بعد الاستقلال اللغة الرسمية للحكومة المركزية في الهند إلى جانب اللغة الإنجليزية. كانت الأردية هي اللغة الوطنية والرسمية لباكستان بالإضافة إلى اللغة المشتركة للبلاد.
وأصبحت الهندستانية مفهومة على نطاق واسع خارج الهند وفي أجزاء أخرى من شبه القارة الهندية وتستخدم أيضًا كلغة تواصل مشترك، وهي اللغة الرئيسية لبوليوود.